# Esferas de Dandelin
Na geometria, uma secção cônica não degenerada formada pela intersecção de um plano com um cone possui uma ou duas Esferas de Dandelin caracterizadas por:
- Cada esfera de Dandelin toca, mas não cruza, tanto o plano quanto o cone.

Este conceito é assim denominado em homenagem ao matemático francês Germinal Pierre Dandelin.
Cada secção cônica possui uma esfera de Dandelin para cada foco.
Na elipse encontram-se duas esferas de Dandelin ambas em uma mesma folha do cone de segunda espécie. Na hipérbole há duas esferas de Dandelin, uma em cada folha do cone. Já na parábola há somente uma esfera de Dandelin.

## Teorema de Dandelin
A razão pelo interesse nas esferas de Dandelin é o seguinte teorema:
"Os pontos onde as esferas de Dandelin tocam o plano, são focos da seção cônica."